# Кастильо, Шабьер
Шабьер «Шаби» Кастильо Аранбуру (баск. Xabier Castillo Aranburu; род. 29 марта 1986, Дуранго, Испания) — баскский футболист, защитник клуба «Атлетик Бильбао».

## Клубная карьера
Шаби начинал свою карьеру в скромной команде «Икастола Маистеги», откуда попал в систему «Атлетика», где провёл пять лет. Затем он попал в школу клуба «Дуранго», где его и приметил «Реал Сосьедад». Однако в матчах национальных первенств Шаби дебютировал за другой клуб — «Лас Пальмас», за который выступал на правах аренды. Затем игрок отыграл два сезона за «Реал Сосьедад» во второй испанской лиге.
15 июля 2009 года Шаби подписал четырёхлетний контракт с «Атлетиком». Его дебют в Примере состоялся 30 августа 2009 года в матче против «Эспаньолом». Он использовался в системе ротации клуба. Сезон 2011/12 Шаби пропустил из-за полученной травмы.

## Карьера в сборной
За юношескую сборную Испании Шаби провёл один матч в 2005 году.